# Gerhard Otto Doderer
Gerhard Otto Doderer (* 25. März 1944 in Kitzingen) ist ein deutscher Musikforscher, der zuletzt an der portugiesischen Universidade Nova de Lisboa als Professor lehrte.

## Leben
Gerhard Otto Doderer wurde am 25. März 1944 in der bayerischen Stadt Kitzingen geboren, das damals Teil des Gaus Mainfranken der NSDAP war. Nach seiner schulischen Ausbildung nahm er ein Studium an der Musikhochschule in Würzburg auf. Das Studium schloss Doderer im Jahr 1970 ab. Parallel studierte er außerdem Musiktheorie an der Julius-Maximilians-Universität Würzburg. In Musiktheorie promovierte Doderer auch im Jahr 1973. Als Stipendiat der Gulbenkian-Stiftung spezialisierte er sich auf iberische Musik der Renaissance und des Barock. Zwischen 1973 und 1975 trat er eine Stelle als Organist am Nationalkonservatorium (heute ESTC) in Lissabon an. Im Jahr 1978 trat er eine Stelle als Dozent an der Hochschule für Musik in Würzburg an.
Von 1982 bis 2008 lehrte Gerhard Doderer an der Universidade Nova de Lisboa als ordentlicher Professor an der Fakultät für Musikwissenschaften. Neben seiner Lehr- und Forschungstätigkeit in Lissabon arbeitete Doderer zwischen 1987 und 1999 eng mit der Universität Coimbra und zwischen 1994 und 2000 mit der Universität Minho zusammen. Doderer veröffentlichte eine Vielzahl an Aufsätzen und Monografien zu historischen Tasteninstrumenten. Daneben entdeckte er mehrere Quellen zur barocken Palastmusik aus Portugal. Seine Orgelabende und die Kurse und Seminare im Rahmen der Musikwissenschaften, die er sowohl in europäischen als auch in außereuropäischen Ländern geleitet hat, konzentrierten sich im Allgemeinen auf Themen im Zusammenhang mit iberischen Instrumenten und Komponisten des 16. bis 18. Jahrhunderts. Ab 1976 brachte Doderer auch mehrere Tonträger heraus.

## Werke (Auswahl)

### Bücher
- Organa Hispanica. Iberische Musik des 16., 17. und 18. Jahrhunderts für Tasteninstrumente. Süddeutscher Musikverlag, Karlsruhe 1971–1984, 9 Bände.
- Clavicórdios portugueses do século dezoito. Calouste-Gulbenkian-Stiftung, Lissabon 1971.
- Otto pezzi per strumenti a tastiera di compositori della scuola di Bernardo Pasquini. Suvini Zerboni, Mailand 1973.
- Johann Christian Bach. Sonata in do maggiore per due organi. Suvini Zerboni, Mailand 1973.
- Obras Selectas para Órgão: MS 964 da Biblioteca Pública de Braga. Calouste-Gulbenkian-Stiftung, Lissabon 1974.
- Fabrizio Fontana. Ricercari per organo 1677. Suvini Zerboni, Mailand 1976.
- Ausgewählte Orgelwerke. Juan Cabanilles. Heidelberg 1977, 2 Bände.
- Orgelmusik und Orgelbau im Portugal des 17. Jahrhunderts. Tutzing 1978.
- mit Cremilde Rosado Fernandes: Obras Selectas. João Rodrigues Esteves (séc. XVIII). Calouste-Gulbenkian-Stiftung, Lissabon 1980.
- Modinhas luso-brasileiras. Calouste-Gulbenkian-Stiftung, Lissabon 1984.
- A Música Portuguesa na Época dos Descobrimentos. Coimbra 1991.
- Os Órgãos da Sé Catedral de Braga / Die Orgeln der Kathedrale von Braga. Fotografien von Victor Figueiredo. Lissabon 1992.
- mit João Pedro d’Alvarenga: Comemorações Seixas – Bomtempo, Secretaria de Estado da Cultura. Lissabon 1992.
- Cantatas Humanas a Solo. Jayme de la Té y Sagáu. Lissabon 1999.
- Sonata da Cimbalo di Piano e Forte. Lodovico Giustini di Pistoia. Academia Brasileira de Música, Rio de Janeiro 2002.
- Sei Sonate per Cembalo. Alberto José Gomes da Silva. España 2003.
- mit John Henry van der Meer: Cordofones de tecla les portugais ne séc XVIII. clavicórdios, cravos, pianofortes e espinetas / Portugiesische Tastensaiten des achtzehnten Jahrhunderts. Clavichords, Cembali, Hammerflügel und Spinette (zweisprachige Ausgabe). Calouste-Gulbenkian-Stiftung, Lissabon 2005.[1]
- mit Dinarte Machado und Alda Pereira: Órgãos das Igrejas da Madeira. Funchal 2009.
- mit Miguel Bernal Ripoll: Antonio de Cabezón. Ausgewählte Werke für Tasteninstrumente. Bärenreiter-Verlag, Kassel 2011, 4 Bände.
- mit Dinarte Machado: Inventário dos Órgãos dos Açores. Azoren 2012.
- mit Miguel Bernal Ripoll: Juan Cabanilles. Ausgewählte Orgelwerke. Bärenreiter-Verlag, Kassel 2017. 2 Bände.[2]

### Musikalien
- Os Madrigalistas do Conservatório Nacional de Lisboa. EMI-Valentim de Carvalho 1976, LP.
- Música Vocal e Música de Órgão dos Séculos XVI, XVII e XVIII. EMI-Valentim de Carvalho 1976, LP.
- O Órgão da Capela da Universidade de Coimbra. EMI-Valentim de Carvalho 1977, LP.
- Carlos Seixas. Sonatas para Órgão. EMI-Valentim de Carvalho 1981, LP.
- Música na Côrte de D. João V, Portugal. Som 1990, CD.
- Capela Lusitana: Música Sacra Portuguesa do Século XVIII. JSOM 1990, CD.
- Órgãos dos Açores. Numérica 1994, CD.
- Os Órgãos da Sé Catedral de Braga. Numérica 1994, CD.